# Lachnostachys

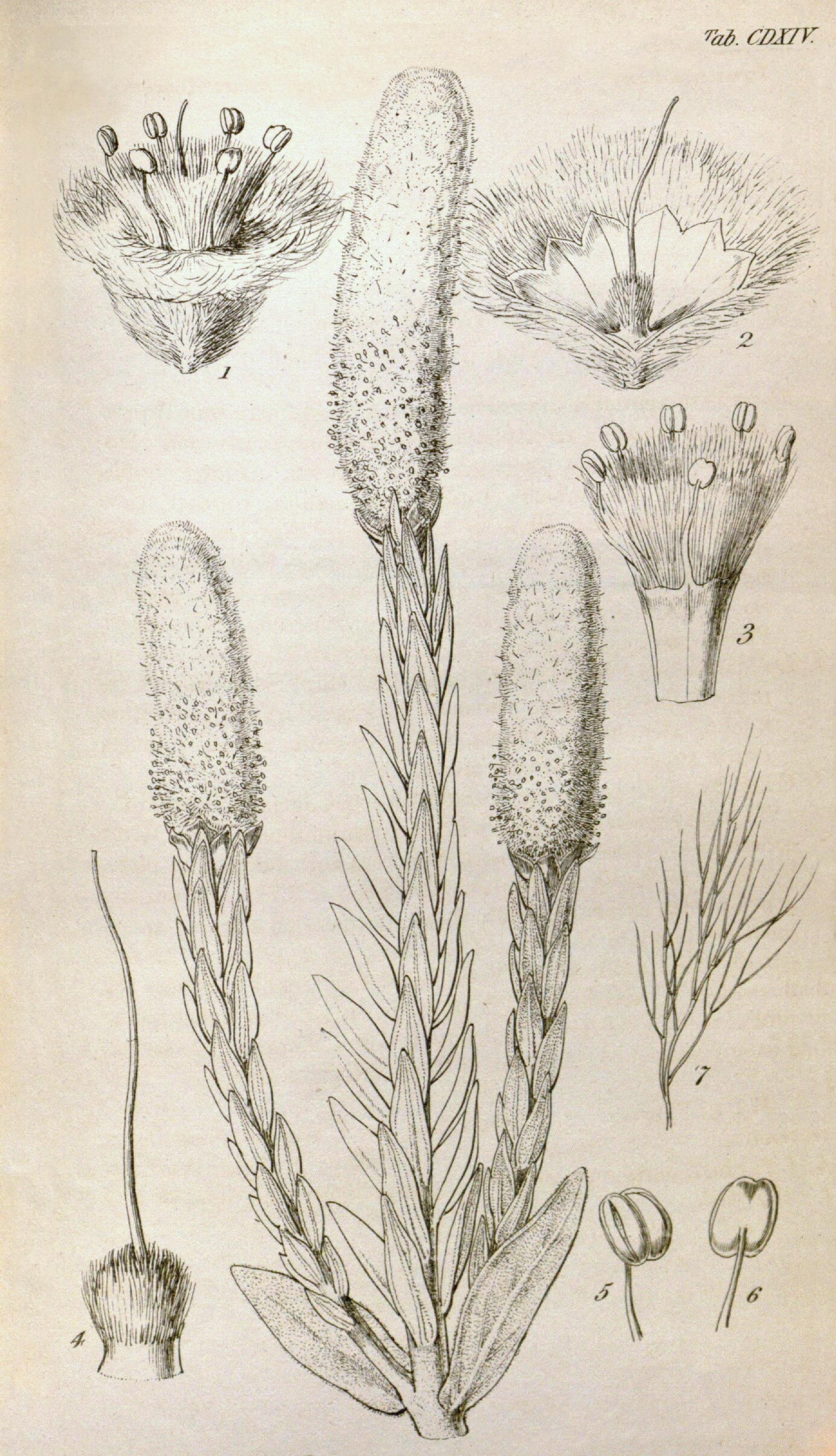
Lachnostachys albicans, la especie tipo, en William Jackson Hooker, 1842 - 1: flor, 2: perianto abierto (sin estambres), 3: estambres, 4: pistil, 5-6: anteras, 7: detalle del indumento lanudo dendroideo del perianto.

Lachnostachys es un género de plantas con flores de la familia Lamiaceae con 6 especies aceptadas de las 14 descritas. Es nativo y estrictamente endémico de Australia, esencialmente en el Estado de Western Australia y, además, unos contados puntos dispersos en la isla.

## Descripción
Se trata de arbustos de hasta 1,5m de altura, siempreverdes, con ramitas cilíndricales y cubiertos de un denso y intricado indumento lanudo de pelos dendroides. Las hojas, sin estípulas y también lanudas, son opuestas, sésiles, decusadas y decurrentes o no, de bordes enrollados o, menos habitualmente, enteros. Las inflorescencias son tirsos frecuentemente con hojas  -entonces aparentemente axilares- , ramificadas o no, pedunculadas, alargadas en forma de espiga, o más o menos laxas, corimbosas o piramidal-paniculadas, compuestas de numerosas flores bibracteoladas, más o menos actinomorfas, sésiles o subsésiles. Dichas flores tienen el cáliz con 5-9 lóbulos, exteriormente densamente lanudo, mientras la corola, más o menos igual de largo que el cáliz, es de color purpúreo, sin lóbulos o con 5-8 inconspicuos, y de tubo campanulado interiormente peludo. El androceo está constituido por 5-8 estambres, raramente más, exertos y implantados en el borde del tubo de la corola. El gineceo tiene el ovario más o menos lobado con el estilo de estigma entero o diminutamente bífido. El fruto es un núcula tetralocular seca, globosa, indehiscente y con una única semilla.

## Taxonomía
El género ha sido establecido por William Jackson Hooker y descrito en Icones plantarum or figures, with brief descriptive characters and remarks, of new or rare plants, selected from the author's herbarium, vol. 5, Tab. CDXIV, 1842. Especie tipo: Lachnostachys albicans Hook.
Etimología
- Lachnostachys: palabra construida con los vocablos griegos λαχνη, λαχνος, -ου, lana, vellón, plumón, y στάχνς, espiga; o sea «espiga lanuda», por la morfología de las inflorescencias fusiformes que, debido a  -según el autor- el «denso y intricado indumento lanudo» (en particular del interior de los cálices) dejan apenas visibles las diminutas flores y sus corolas.

## Especies aceptadas
- Lachnostachys albicans Hook.
- Lachnostachys bracteosa C.A.Gardner
- Lachnostachys coolgardiensis S.Moore
- Lachnostachys eriobotrya (F.Muell.) Druce
- Lachnostachys ferruginea Hook.
- Lachnostachys verbascifolia F.Muell.[2]